# Villafufre
Villafufre là một đô thị trong tỉnh và cộng đồng tự trị Cantabria, Tây Ban Nha. Đô thị này có diện tích là 30,1 ki-lô-mét vuông, dân số năm 2009 là 1109 người với mật độ 36,84 người/km². Đô thị này có cự ly 30,1 km so với tỉnh lỵ Santander.